# José Carlos Capel
José Carlos Capel Rivas (Madrid, 1945) es un gastrónomo y crítico español, economista de profesión y autor de varios libros sobre tradición culinaria, guías de viaje y otras publicaciones sobre alimentación. Es fundador y presidente de Madrid Fusión. Forma parte de la Real Academia de Gastronomía y de la Academia Internacional del Vino. También se dedica, desde hace más de treinta años, al periodismo gastronómico en el diario más leído de España, El País.
Aunque nació en Madrid, tiene orígenes vascos, asturianos y andaluces. Estudió Ciencias Económicas y trabajo por un tiempo en una empresa relacionada, pero mientras tanto escribía artículos sobre comida y dirigía un club gastronómico que él mismo fundó. Su carrera como gastrónomo se afianzaría cuando sucede a Ignacio Medina como crítico culinario de El País. Está casado con la periodista gastronómica Julia Pérez Lozano, aunque poco más se sabe de su vida personal. Juntos, coordinan un Máster en Crítica Gastronómica y también participan en GastroActitud, una red social creada para los «amantes y aficionados a la gastronomía».

## Publicaciones
- 1981: Comer en Andalucía. Penthalon. ISBN 84-85337-43-3. OCLC 431496390.
- 1982: Manual del pescado. Penthalon. ISBN 84-85337-70-0. OCLC 434524148.
- 1985: Pícaros, ollas, inquisidores y monjes. Argos Vergara. ISBN 84-7178-935-3. OCLC 13081286.
- 1989: Mil pares de huevos. Ediciones Temas de Hoy. ISBN 84-86675-54-5. OCLC 21315979.
- 1991: El pan: elaboración, formas, mitos, ritos y gastronomía, seguido de un glosario de los panes de España. Montserrat Mateu Taller Editorial. ISBN 84-88158-00-9. OCLC 29999024.
- 1992: Jamón. El País/Aguilar. ISBN 84-7479-932-5. OCLC 434703281.
- 1992: La cocina de la modernidad. Pirámide. ISBN 84-368-0725-1. OCLC 432908644.
- 1993: Las mejores recetas con huevos: cómo preparar exquisitas tortillas, salsas y revueltos. Temas de Hoy. ISBN 84-7880-241-X. OCLC 434810996.
- 1992: Aceite de oliva. El País. ISBN 84-7479-923-6. OCLC 740432005.
- 1994: La tradición del pan artesanal en España. Àmbit Servicios Editoriales. ISBN 84-87342-23-X. OCLC 32970683.
- 1995: De tapas por Madrid. El País/Aguilar. ISBN 84-03-59324-4. OCLC 34206166.
- 1996: La gula en el siglo de oro. R&B Ediciones. ISBN 84-88947-53-4. OCLC 37830015.
- 1996: Lugares seleccionados para comer bien en Madrid. Aguilar. ISBN 84-03-59423-2. OCLC 36097714.
- 1996: País Vasco y Navarra: cocina tradicional en paradores. El País/Aguilar. ISBN 84-03-59416-X. OCLC 35702254.
- 1996: España dulce: Madrid. El País/Santillana. ISBN 84-03-59411-9. OCLC 36016272.
- 1997: El pan nuestro: elaboración, formas, mitos, ritos, gastronomía y glosario de los panes de España. R&B Ediciones. ISBN 84-89923-04-3. OCLC 38126690.
- 2000: El gran libro del aceite de oliva: con recetas de 58 maestros de la cocina española. S.P.A.M. ISBN 84-931720-0-6. OCLC 45619855.
- 2006: Homenaje a la tortilla de patatas. Ediciones Altaya. ISBN 84-487-1687-6. OCLC 434120893.
- 2007: Las cervezas en la mesa: armonía con los tesoros gastronómicos españoles. Alianza Editorial. ISBN 978-84-206-8214-3. OCLC 434268048.
- 2011: El gran libro de la tortilla de patatas las mejores recetas por los mejores cocineros. Editorial Planeta. ISBN 978-84-08-09447-0. OCLC 733597931.

Como coautor:

- 2006, con Lourdes Plana: El desafío de la cocina española: tres décadas de evolución. Lunwerg Editores. ISBN 84-9785-307-5. OCLC 164808656.
- 2006, con Lourdes Plana: La cuisine espagnole d'avant-garde (en francés). Minerva. ISBN 2-8307-0912-8. OCLC 470647096.
- 2006, con Julia Pérez Lozano: Fashion food: diccionario gastronómico del siglo XXI. El País/Aguilar. ISBN 84-03-50516-7. OCLC 85528769.
- 2010, con Julia Pérez Lozano y Federico Oldenburg: 101 experiencias gastronómicas que no te puedes perder. Planeta. ISBN 978-84-08-08597-3. OCLC 733850172.

## Reconocimientos
- Premio Nacional de Gastronomía (1987) por su labor periodística y divulgativa[5]
- Premio Nacional de Gastronomía (2001) por El gran libro del aceite de oliva[6]
- Premio Nacional de Gastronomía (2006) por Fashion Food (coautora Perez Sanchez, Julia)[6]
- Premio de la Real Academia Internacional de Gastronomía
- Hombre del año, revista Sibaritas
- Premio de la Academia Internacional de Gastronomía
- World Cook Award